# Toxoprion
Toxoprion lecontei
Genre
Espèce
Toxoprion est un genre éteint de poissons cartilagineux holocéphales appartenant à la famille des Helicoprionidae. 
Une seule espèce est rattachée au genre : Toxoprion lecontei, décrite par Oliver Perry Hay en 1909.
Toxoprion a vécu du Carbonifère inférieur au Permien supérieur, soit il y a environ entre 358 et 259 Ma (millions d'années).